# Ruunaluoto (ö i Norra Savolax, Kuopio, lat 62,77, long 28,19)
Ruunaluoto är en ö i Finland.   Den ligger i sjön Suvasvesi och i kommunen Kuopio i den ekonomiska regionen  Kuopio ekonomiska region  och landskapet Norra Savolax, i den centrala delen av landet, 300 km nordost om huvudstaden Helsingfors.